# Крістофер Шоулз
Крістофер Летем Шоулз (англ. Christopher Latham Sholes, нар. 14 лютого 1819, Мурсбурґ, Монтур, США — 17 лютого 1890, США) — американський винахідник, який винайшов першу у світі практичну друкарську машинку, а його QWERTY клавіатура використовується й досі. Окрім цього, він займався політикою та видавництвом.